# Список герцогов Сполето

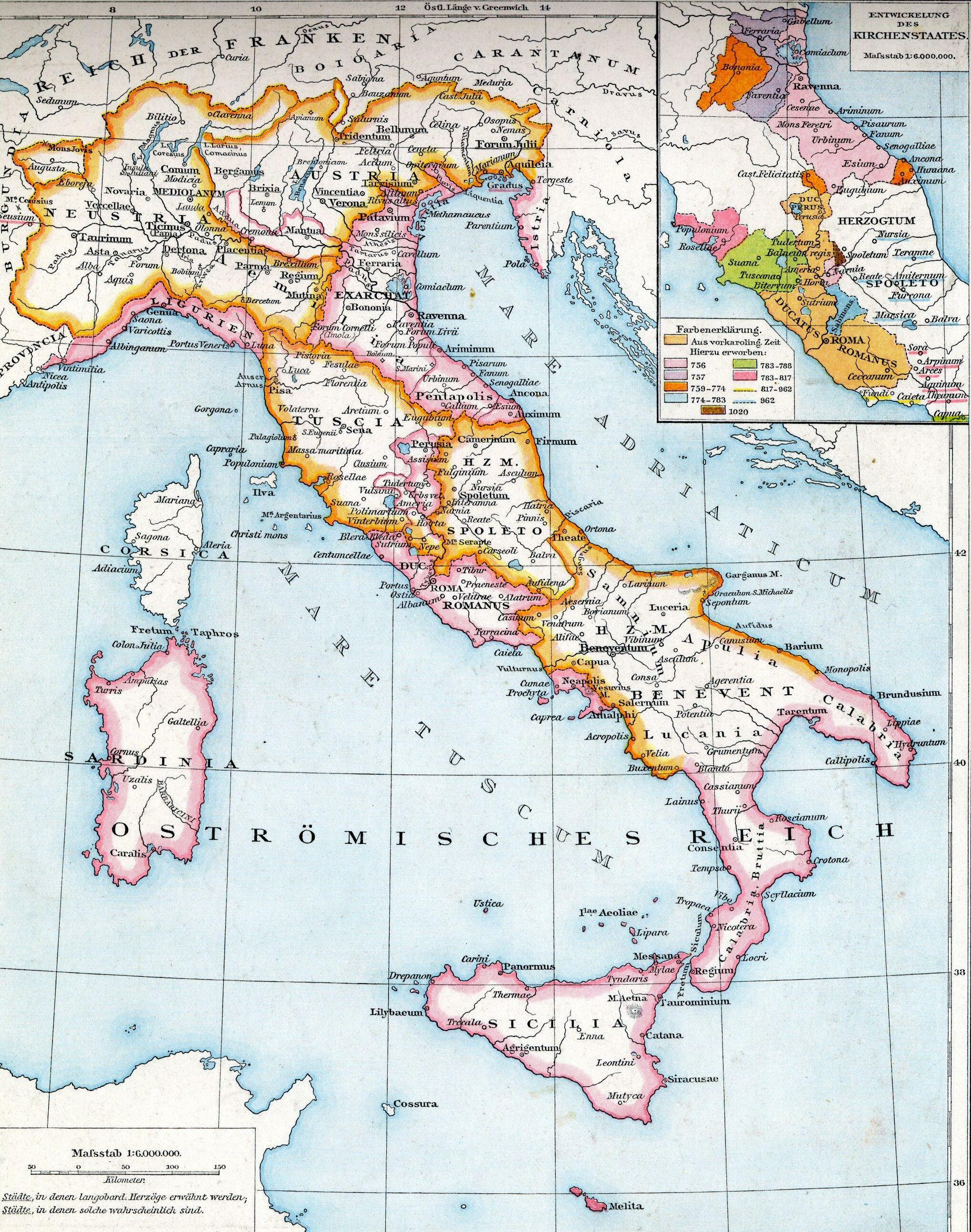
Королевство Лангобардов

Герцоги Сполето были правителями герцогства Сполето, существовавшего в течение раннего и позднего средневековья и занимавшего большую часть территории Центральной Италии, вне владений римского папы. 
Территория Сполето располагалась на восточной части побережья Италии к востоку от Тосканы и к северу от Абруццо. К западу от неё располагалась Умбрия.
Герцогство было образовано после переселения в Италию лангобардов, когда Фароальд I захватил Классе — порт Равенны и получил титул герцога Сполето. Первые герцоги Сполето формально назначались лангобардскими королями, но до 729 года практически они были полностью независимыми правителями. В 729 году герцогу Тразимунду II пришлось присягать королю лангобардов, а в 751 году Сполето было анексировано Айстульфом. Хотя после его смерти в герцогстве вновь появился независимый правитель, но в 758 году король Дезидерий сверг герцога Альбоина и вновь установил в герцогстве прямое королевское правление. Хотя в 760 году в Сполето вновь появились герцоги, они находились в подчинении короля лангобартов
В начале 770-х годов папа Адриан I назначил герцога Хильдебранда вассалом папского престола. Каролинги, завоевавшие королевство лангобардов, продолжали назначать герцогов, то же самое делали и императоры Священной Римской империи. 
В 882/883 году Гвидо III объединил Сполето с маркой Камерино. Это объединение просущестовало до 1043 года. С тех пор титул правителей Сполето звучал как dux et marchio — «герцог и маркграф/маркиз», в то время как термин «герцогство» остаётся связанным с территорией.
Последним герцогом был Конрад фон Урслинген, которого папа Иннокентий III вынудил в 1198 году передать Сполето кардиналу Григорию Кресченцо. С этого момента Сполето было одним из территориальных подразделений папского государства, управляемым назначаемыми папами настоятелями.

## Список герцогов

### Лангобардские герцоги
- около 570—591: Фароальд I (умер в 591), герцог Сполето с около 570 года[5].
- 591—601: Ариульф (умер в 601), герцог Сполето с 591 года[6].
- 601—653: Теуделапий (умер в 653), герцог Сполето с 601 года, сын Фароальда I[1][7][4].
- 653—663: Атто (умер в 663), герцог Сполето с 653 года[1][4].
- 663—703: Тразимунд I (умер в 703), граф Капуи в 662 году, герцог Сполето с 663 года[8].
- 703—719/720: Фароальд II (умер после 719/720), герцог Сполето с 703 года, сын Тразимунда I, свергнут сыном[9].
- 719/720—739, 740—742: Тразимунд II (умер после 742), герцог Сполето в 719/720—739 и 740—742 годах, сын Фароальда II[К 1][10].
- 739: Хильдерик (убит в декабре 739), герцог Сполето с лета 739 года[11].
- 742—744: Агипранд (умер в 744), герцог Кьюзи, герцог Сполето с 742 года, племянник короля Лиутпранда[1][10].
- 745—751: Луп (умер в 751), герцог Сполето с 745 года[1][12].
- 751: (?) Унульф[К 2]
- 751—756: Айстульф (умер в декабре 756), герцог Фриуля в 744—749 годах, король лангобардов с 749 года, герцог Сполето с 751 года[1][14].
- 757: Ратхис (умер после 757), герцог Фриуля в 734/738 — 744 годах, король лангобардов в 744—749 и 757 годах, герцог Сполето в 757 году[1][15].
- 757—758: Альбоин (умер после 758), герцог Сполето с 757 года[1][2].
- 758—759: Дезидерий (умер после 754), король лангобардов в 756—774 годах, герцог Сполето в 758—759 годах[1][2].
- 759—761: Гизульф (умер в 761), герцог Сполето с 759 года[1].
- 763—773: Теодиций (умер до 9 июня 776), герцог Сполето в 763—773 годах[1][4].
- 774—788: Гильдепранд (умер после 788), герцог Сполето в 774—788 годах[1][4].

### Франкские герцоги
- 788—822: Винигиз (умер в 822), герцог Сполето с 788 года[1].
- 822—824: Суппо I (умер около 5 марта 824), герцог Сполето с 822 года[1].
- 824: Адалард (умер около августа 824), герцог Сполето с марта 824 года[1].
- 824: Мауринг (Марино) (умер в августе/сентябре 824), герцог Сполето с августа 824 года, сын Суппо I[1].
- 824—834: Адельгиз I (умер после 861), герцог Сполето с 824 года, сын Суппо I[1], граф Пармы в 835 году[16].
- 834—836: Ламберт I Нантский (умер 30 декабря 836), граф Нанта и Анжера в 818—831 годах, герцог Сполето с 834 года[1][17]
- 836—841: Беренгар (умер в октябре 868), герцог Сполето в 836—841 годах, граф Камерино в 836—844/850 годах[18][19][20]
- 842—859: Гвидо I (умер около 860), герцог Сполето с 842 года, маркграф Камерино, сын герцога Ламберта I[1][21]
- 859—871, 876—880: Ламберт II (около 820/840 — 880), герцог Сполето в 859—871 и 876—880 годах[1][22]
- 871—876: Суппо II (умер в 878/879), герцог Сполето в 871—876 годах[1][23].
- 880—882/883: Гвидо II (умер в 882/883), герцог Сполето с 880 года, сын Ламберта II[1][24].
- 882/883—888/889: Гвидо III (855 — 12 декабря 894), маркграф Камерино с 876 года, герцог Сполето в 882/883 — 888/889 годах, король Италии с 888 года, император с 891 года, сын герцога Гвидо I[1][3]
- 888/889—897: Гвидо IV (убит в 897), герцог Сполето и маркграф Камерино с 888/889 года[1], сын Гвидо II[24].
- 897 — 923/924: Альберих I (умер в 923/924), герцог Сполето и маркграф Камерино с 897 года[1][25]
- 923—928: Бонифаций I
- 924—928: Пётр
- 928—936: Теобальд I
- 936—940: Анскар
- 940—943: Сарлион
- 943—946: Умберто
- 946—953: Бонифаций II
- 953—959: Теобальд II
- 959—967: Тразимунд III
- 967—981: Пандульф I Железная Голова (также князь Беневенто, князь Капуи и князь Салерно)
- 981—982: Ландульф
- 982—989: Тразимунд IV
- 989—996: Уго I Великий (также маркграф Тосканы)
- 996—998: Конрад
- 998—999: Адемар
- 1003—1010: Роман
- 1010—1020: Раньери I
- 1020—1035: Уго II
- 1036—1043: Уго III

### Под сюзеренитетом Тосканы
- 1043—1052: Бонифаций III (также маркграф Тосканы)
- 1052—1055: Фридрих (также маркграф Тосканы)
  - 1052—1076: Беатриса как жена Бонифация III и регентша при своих детях Фридрихе и Матильде
  - 1053—1055: Готфрид I Бородатый как муж Беатрисы
- 1056—1057: Под папским контролем
- 1057—1082: Матильда (также маркграфиня Тосканы)
  - 1057—1069: Готфрид I Бородатый как муж Матильды
  - 1069—1076: Готфрид II Горбатый как муж Матильды
- 1082—1086: Раньери II
- 1086—1093: Матильда (также маркграфиня Тосканы)
- 1093—1119: Вернер II
- 1120—1127: Конрад Тосканский[англ.]
- 1135—1137: Энгельберт (также маркграф Истрии)
- 1137—1139: Генрих Гордый (также герцог Баварский)
- 1139—1152: Ульрих (также граф Ленцбурга)
- 1152—1160: Вельф VI, брат Генриха Гордого
- 1160—1167: Вельф VII
- 1167—1173: Вельф VI
- 1173—1183: Райделульф
- 1183—1190: Конрад I (первый раз)
- 1190—1195: Пандульф II
- 1195—1198: Конрад I (второй раз)

### Вассалы папы
- 1205: Генрих
- 1209—1225: Дипольд
- 1223—1230: Райнальд фон Урслинген
- 1227—1267: Конрад II
- 1251—1276: Бертольд
- 1251—1276: Рейнальд II
- 1419—1443: Гвидантонио I да Монтефельтро
- 1503—1519: Франческетто Чибо

### Члены итальянской королевской семьи
- 1904—1948: Князь Аймоне Маргарита Мария Джузеппе ди Торино